# Ernesto Arturo Miranda
Ernesto Arturo Miranda (Mesa, Arizona, Estados Unidos; 9 de marzo de 1941 - Phoenix, Arizona, Estados Unidos; 31 de enero de 1976) fue un trabajador estadounidense a quien se halló culpable de los delitos de secuestro, violación y robo a mano armada, cargos basados sobre su propia confesión durante el interrogatorio policial, que luego dio como resultado el histórico caso de la Corte Suprema de los Estados Unidos Miranda contra Arizona, en junio de 1966, donde se dictaminó, por la apelación del abogado ante el Tribunal de Justicia y el comentario del exfiscal y jurista, que para aquel entonces se desempeñaba como presidente del Tribunal Supremo, Earl Warren, que las personas consideradas sospechosas deben ser informadas acerca de su derecho contra la autoincriminación y a consultar con un abogado antes del interrogatorio policial. Esta advertencia se conoce con el nombre de Advertencia Miranda. 
Tras la decisión del Tribunal Supremo, se anuló la condena inicial de Miranda. En el segundo juicio, con su confesión excluida de las pruebas, fue nuevamente condenado, y pasó 11 años en prisión.
Puesto en libertad condicional en 1972, murió cuatro años más tarde en una pelea en un bar. Curiosamente, su asesino invocó sus derechos Miranda, negándose a hablar con los policías. Poco tiempo después fue dejado en libertad por falta de pruebas y no se presentaron cargos en su contra por asesinato.

## Biografía
Nacido en Arizona en 1941, Ernesto Arturo Miranda, fue un chico problemático desde joven, se vio ante un juez por primera vez cuando tenía solo quince años. Problemático a raíz de que su padre se casó con otra mujer poco tiempo después de que su madre muriera cuando él tenía cinco años, Miranda fue condenado a ingresar durante un año en un reformatorio por robo. Allí, lejos de mejorar su comportamiento, reafirmó su rebeldía y a los pocos meses volvió a ser condenado, esta vez a ingresar en un reformatorio de Los Ángeles, donde permaneció encerrado hasta que cumplió la mayoría de edad y fue devuelto a Arizona. Tuvo un paso breve por el ejército. Terminando así, encontrando un trabajo como mozo de carga nocturno y comenzó a vivir con una mujer, madre de dos hijos, que no podía permitirse divorciarse de su marido.

### Sucesos pre-caso Miranda v. Arizona
También conocidos como el caso del «misterioso coche verde». El 3 de marzo de 1963, no había nadie en la calle en aquella madrugada, cuando Lois Ann Jamenson fue secuestrada. La joven, que trabajaba en un cine en el centro, caminaba sola hacia su casa, situada a pocas manzanas de la parada del autobús. Un trayecto de pocos minutos que se interrumpió bruscamente cuando un coche, salido de la nada, paró a su lado. Antes de poder reaccionar, un hombre la metió a la fuerza en el asiento trasero, la ató, le tapó la boca para que no gritara y le prometió que si no se resistía no le pasaría nada. Allí permaneció tumbada en completo silencio durante la media hora que aquel desconocido condujo hasta llegar al lugar donde pretendía cometer una violación. Después de los hechos, la llevó de vuelta al sitio donde sucedió el secuestró. Antes de irse, le dijo algo que la dejó desconcertada, y se marchó. Ya en casa, Lois Ann le contó llorando a su hermana lo que le había ocurrido. Decidieron llamar a la policía, que la trasladaron a un hospital para que se sometiera a un exhaustivo reconocimiento y tomarle declaración. Allí, aún en estado de shock, la joven ofreció una descripción a los agentes para que comenzaran la búsqueda del violador. También le describió el coche: verde. Con los pocos datos proporcionados, los policías comenzaron la investigación sin demasiado éxito.
Una semana después, todavía sin avances significativos del caso, la joven regresó al trabajo. Siendo esperada por su cuñado en la parada del autobús para que estuviera segura al regreso a casa. Cuando en una noche de sábado, el cuñado se dio cuenta de que había un coche verde merodeando la zona, conociendo la descripción del vehículo que la joven le había dado a la policía, escribió la matrícula y se la envió a la policía para que lo investigaran. A los pocos días, Ernesto Arturo Miranda, recibió una visita de la policía, siendo arrestado bajo los cargos de violación, secuestro y robo.

## Caso «Miranda v. Arizona»
En marzo de 1963, Ernesto Arturo Miranda, citadino de Phoenix, Arizona, fue detenido en relación con la violación y secuestro. Mientras estaba bajo custodia policial y bajo interrogatorio, confesó el secuestro y violación. Su confesión, así como el testimonio de la víctima se utilizaron en el juicio, a pesar de las objeciones de su abogado, quien argumentó que sus derechos de la Quinta Enmienda contra la autoincriminación habían sido violados. El juez del Tribunal Superior de Maricopa, Yale McFate, permitió que la confesión se utilizara, y Miranda fue declarado culpable y condenado de 20 a 30 años de prisión para ser cumplidos al mismo tiempo, para cada cargo. Su abogado de oficio, Alvin Moore, hizo una apelación a la Corte Suprema de Arizona sobre la base de que la policía no le había informado al acusado que tenía derecho a permanecer callado ante las preguntas de los oficiales y que la confesión había sido impuesta, y por lo tanto, era inadmisible.

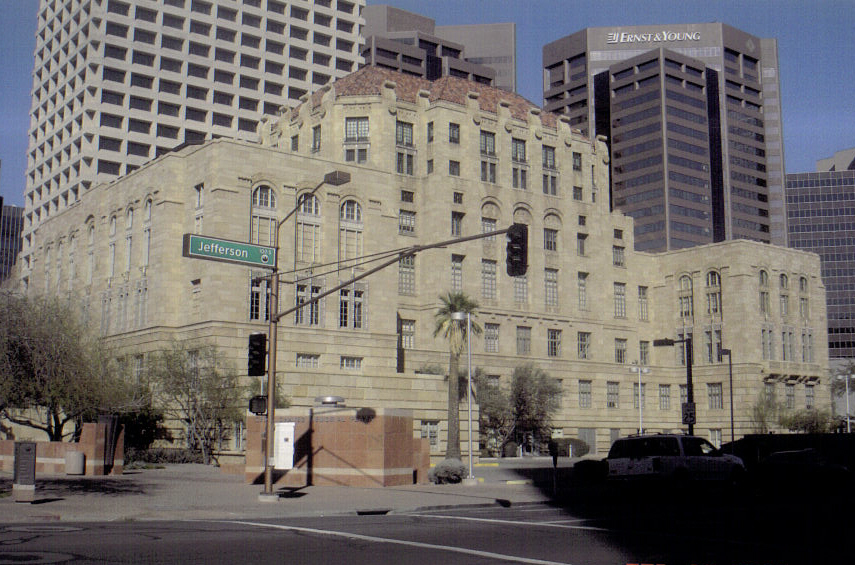
Fachada de la corte del condado de Maricopa, donde se enjuició a Miranda.

La Corte Suprema de Arizona confirmó la condena, y que el caso fuese llevado ante la Corte Suprema de los Estados Unidos con la ayuda de la Unión Estadounidense de Libertades Civiles (ACLU), después del convencimiento del abogado defensor de Phoenix, John J. Flynnal, de tomar el caso. Flynn fue acompañado por su compañero, John P. Frank, de la firma de Lewis, Roca, Scoville, Beauchamps & Linton.

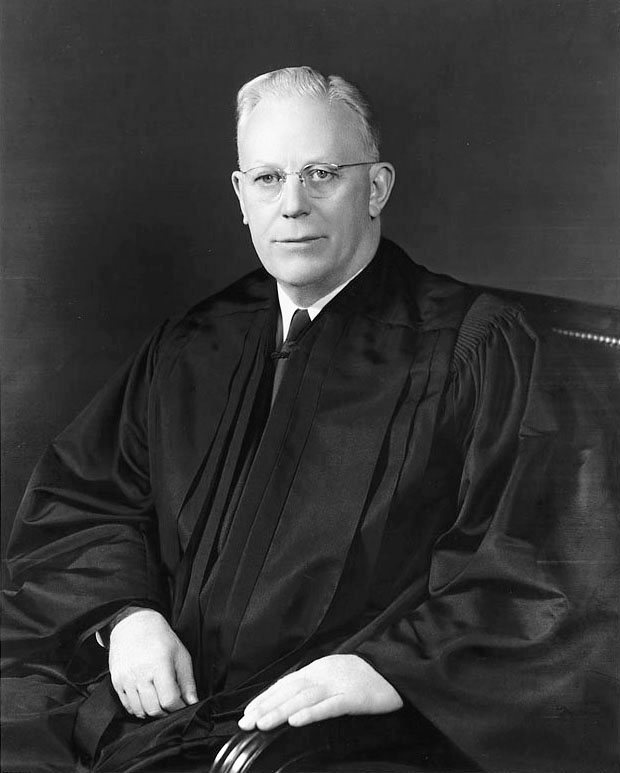
Earl Warren, presidente del Tribunal Supremo de Justicia, el cual colaboró con la creación del Derecho Miranda.

El caso fue discutido entre 28 de febrero y el 1 de marzo de 1966 ante la «Corte de Warren». El presidente del Tribunal Supremo, Earl Warren, escribió la opinión mayoritaria a nombre de sí mismo y de los jueces Hugo Black, Douglas William, William Brennan Jr. y Fortas Abe. El juez supremo John Marshall Harlan escribió la opinión disidente y fue acompañado por los jueces Porter Stewart y Byron White. El juez Tom Clark escribió una opinión concurrente en contra. En el curso de los argumentos orales ante la Corte Suprema, el caso Miranda se centró en torno a si habían sido violados o no los derechos de la Quinta Enmienda de Miranda contra la autoincriminación y los derechos de la Sexta Enmienda a consultar un abogado antes de hacer declaraciones.
En junio de 1966, el Tribunal Supremo estaba listo con una decisión. El presidente del Tribunal Supremo de Warren escribió la decisión de la mayoría que anuló la condena de Miranda: «La fiscalía no puede usar declaraciones exculpatorias o inculpatorias que hayan sido derivadas de un interrogatorio iniciado por agentes del orden público después de que una persona ha sido detenida o privada de su libertad de acción de manera significativa, a menos que se demuestre el uso de las garantías procesales de modo eficaz para asegurar el privilegio de la Quinta Enmienda contra la autoincriminación», escribió Warren. Más extractos de la sentencia: «La persona detenida deberá, antes del interrogatorio, ser claramente informada de que tiene derecho a guardar silencio y que todo lo que diga será usado en su contra en los tribunales; debe ser claramente informado de que tiene derecho a consultar con un abogado y a ser acompañado por su abogado durante el interrogatorio, y que, en el caso de que sea un indigente, un abogado será designado para que lo represente». El Tribunal hizo hincapié en que el acusado puede optar por invocar sus derechos en cualquier momento durante el interrogatorio. «Si la persona indica de cualquier manera y en cualquier momento, antes o durante el interrogatorio, que desea permanecer en silencio, el interrogatorio debe cesar. Si la persona indica que quiere un abogado, el interrogatorio debe cesar hasta que un abogado esté presente. En ese momento, el individuo debe tener la oportunidad de hablar con el abogado y tenerlo presente durante cualquier interrogatorio posterior». La Suprema Corte de Justicia indicó que la policía tiene el deber de leer y dar a conocer los derechos de todos los sospechosos de un crimen.
La Corte Suprema resolvió (Miranda v. Arizona, 384 U.S. 436 [1966]) que Miranda fue intimidado durante su interrogatorio y que él no entendió su derecho a no incriminarse ni su derecho a tener o solicitar un abogado. Sobre esas bases, la Corte revocó el fallo anterior. Miranda fue luego condenado en otro juicio, con testigos que declararon en su contra y otras pruebas presentadas.

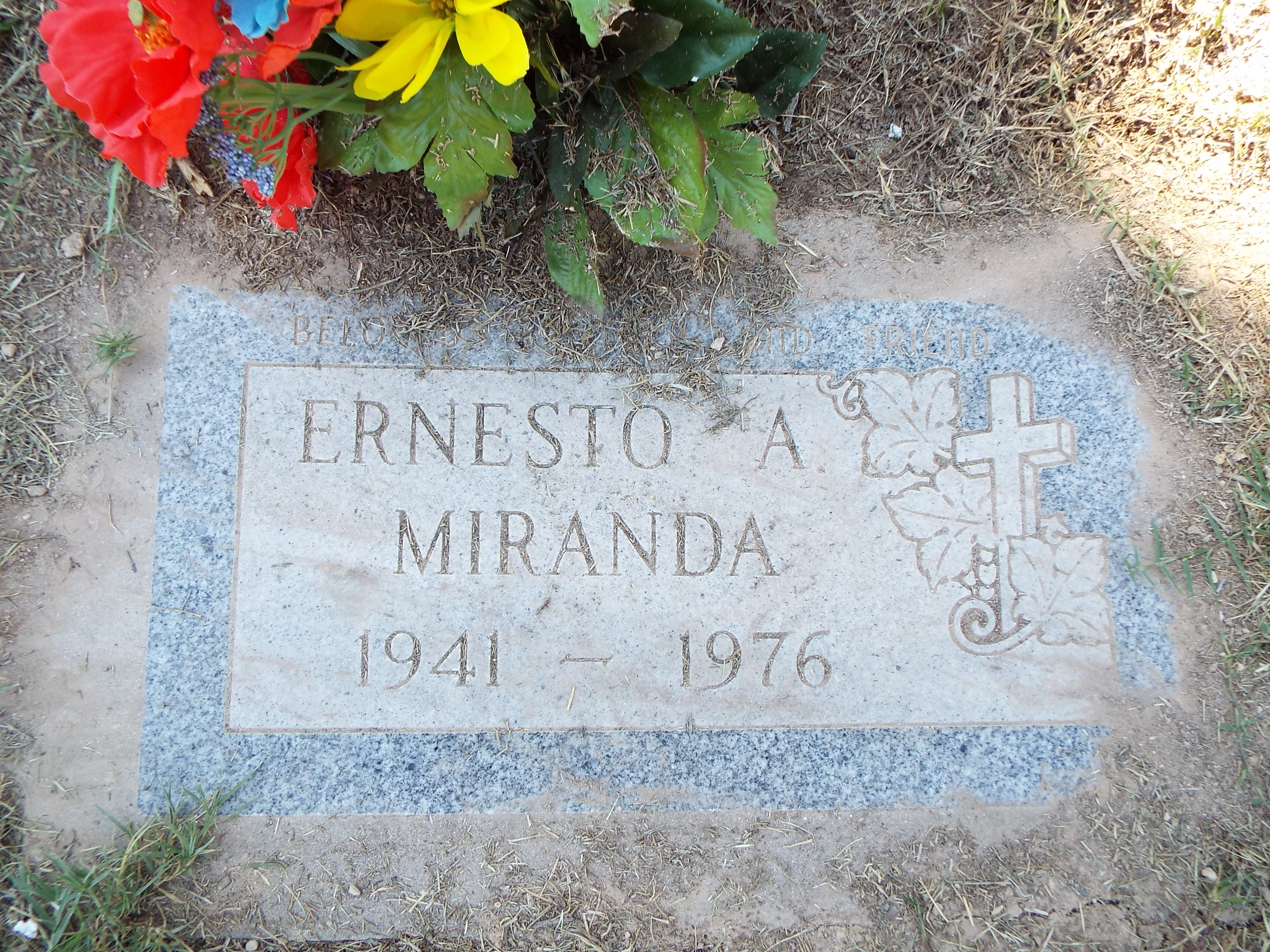
El epitafio de la tumba de Miranda en Mesa, Arizona

Después de esto, se organizó un segundo juicio en el que, esta vez sí, pruebas y testigos demostraron que Ernesto Arturo Miranda era el autor de la violación. Fue condenado a 20 años de prisión, de los que solo cumplió 11 porque en 1972 le concedieron la libertad condicional.

### Vida después de la condena y muerte
A su salida, Miranda firmaba autógrafos sobre la ley que llevaba su nombre por dólar y medio. 
En 1976, después de una violenta pelea en un bar, Ernesto fue apuñalado y murió. Su presunto asesino aplicó el derecho Miranda, para no ser interrogado, saliendo ileso del juicio de los policías por falta de pruebas en contra de él, saliendo en libertad a las pocas horas, sin que se presentaran cargos en su contra.